# Niederkassel
Niederkassel (letteralmente «Kassel di Sotto», in contrapposizione alla vicina Oberkassel – «Kassel di Sopra») è una città della Renania Settentrionale-Vestfalia, in Germania.
Appartiene al circondario (Kreis) del Reno-Sieg (targa SU).
Niederkassel si fregia del titolo di "Media città di circondario" (Mittlere kreisangehörige Stadt).

## Amministrazione

### Gemellaggi
- Limassol